# .hack//Outbreak
.hack//Outbreak est un jeu vidéo sorti en décembre 2002, basé sur le projet .hack.
Ce jeu est disponible uniquement sur PlayStation 2. Il est la troisième partie du jeu. Les parties précédentes sont .hack//Infection et .hack//Mutation et la dernière partie est .hack//Quarantine.